# جورج جيتسون
جورج جيه جيتسون (بالإنجليزية: George Jetson)‏ شخصية خيالية من مسلسل الرسوم المتحركة التلفزيوني ذا جتسونز. هو والد عائلة جيتسون، وزوج جين جيتسون ووالد ابنته المراهقة جودي وابنه إلروي.